# Eurogames (programma televisivo)
Eurogames è stato un programma televisivo italiano andato in onda su Canale 5 dal 19 settembre al 24 ottobre 2019 con la conduzione di Ilary Blasi e la partecipazione di Alvin e di Jury Chechi nel ruolo di arbitro e giudice delle sfide. Era una versione rivisitata e rinnovata dei Giochi senza frontiere, dei quali mantennero anche la sigla degli anni Novanta.

## Storia
Nel 2019, sono circolate voci su un possibile ritorno di Giochi senza frontiere. La notizia è stata confermata il 18 giugno 2019, durante la conferenza stampa annuale del gruppo televisivo francese France Télévisions, la cui versione sarà prodotta dalla Air Productions di Nagui e trasmessa su France 2.
Allo stesso tempo, Mediaset annuncia di voler creare la sua rivisitazione del format. Questa, col nome di Eurogames, trasmessa da Canale 5, viene condotta da Ilary Blasi e Alvin. Questa prima ed unica edizione, realizzata in collaborazione tra Mediaset e la casa di produzione Nonpanic, consiste in sei puntate (cinque più la finale) registrate presso il parco divertimenti di Cinecittà World a Roma in cui è stato allestito il set di tutti i giochi per un totale di 8000 mq, e vede la partecipazione di vari concorrenti provenienti da sei nazioni: Germania, Grecia, Italia, Polonia, Russia e Spagna.

## Il programma
Il gioco consisteva in nove prove di abilità, dieci nella quarta puntata, che le nazioni dovevano affrontare per guadagnare punti. Di queste, sei erano dedicate alle nazioni partecipanti. Ciascuna di esse poteva utilizzare un Jolly nelle prove in cui si pensava di avere maggior possibilità di vincere: tale jolly raddoppiava il punteggio totalizzato dalla squadra. Inoltre, ogni nazione a turno partecipava al Fil rouge, una prova speciale da affrontare in maniera individuale al termine della quale i punti ottenuti si andavano a raddoppiare. Al termine della puntata si giocava la Sfida dei campioni, in cui ogni squadra sceglieva tre concorrenti che avrebbero dovuto sostenere una prova di forza (dovevano affrontare uno scivolo scalandolo solo con l'utilizzo di un'asta di metallo da incastrare nelle fessure delle strutture esterne, facendo forza con tutto il corpo ad eccezione dei piedi). L'ultimo gioco triplica il punteggio.

## Conduttori
| Nazione  | Conduttori                  |
| -------- | --------------------------- |
| Germania | Lukas Wandke                |
| Grecia   | Themis Georgantas           |
| Italia   | Ilary Blasi e Alvin         |
| Polonia  | Lukasz Gamrot               |
| Russia   | Katia Mironova              |
| Spagna   | Lara Álvarez e Joaquín Prat |

## Dettaglio delle puntate
| NAZIONI PARTECIPANTI: 6 | NAZIONI PARTECIPANTI: 6 | NAZIONI PARTECIPANTI: 6 | NAZIONI PARTECIPANTI: 6 | NAZIONI PARTECIPANTI: 6 | NAZIONI PARTECIPANTI: 6 |
| ----------------------- | ----------------------- | ----------------------- | ----------------------- | ----------------------- | ----------------------- |
| Germania (D)            | Grecia (GR)             | Italia (I)              | Polonia (PL)            | Russia (RU)             | Spagna (E)              |

|            | Data         | Sede                  | 1º classificato        | 2º classificato        | 3º classificato      | 4º classificato        | 5º classificato        | 6º classificato     |
| 1ª puntata | 19 settembre | Cinecittà World, Roma | Monaco di Baviera (70) | Soči (61)              | Varsavia (59)        | Otranto (51)           | Aranda de Duero (45)   | Salonicco (36)      |
| 2ª puntata | 26 settembre | Cinecittà World, Roma | San Pietroburgo (64)   | Folgaria (55)          | Amburgo (54)         | Białystok (47)         | Sparta (45)            | Ciudad Rodrigo (39) |
| 3ª puntata | 3 ottobre    | Cinecittà World, Roma | Colonia (67)           | Mosca (61)             | Poznań (52)          | Astorga (47)           | Catania (40)           | Cicladi (35)        |
| 4ª puntata | 10 ottobre   | Cinecittà World, Roma | Norimberga (75)        | San Felice Circeo (68) | Gniezno (58)         | Ekaterinburg (53)      | Monforte de Lemos (48) | Atene (27)          |
| 5ª puntata | 17 ottobre   | Cinecittà World, Roma | Jaca (59)              | Parma (58)             | Creta (51)           | Novosibirsk (47)       | Janów Lubelski (46)    | Berlino (43)        |
| Finale     | 24 ottobre   | Cinecittà World, Roma | Monaco di Baviera (70) | Creta (57)             | San Pietroburgo (55) | San Felice Circeo (52) | Jaca (48)              | Varsavia (37)       |

## Ascolti
| Puntata | Messa in onda     | Telespettatori | Share  |
| ------- | ----------------- | -------------- | ------ |
| 1       | 19 settembre 2019 | 3 068 000      | 16,00% |
| 2       | 26 settembre 2019 | 2 483 000      | 12,40% |
| 3       | 3 ottobre 2019    | 2 069 000      | 10,60% |
| 4       | 10 ottobre 2019   | 2 072 000      | 10,80% |
| 5       | 17 ottobre 2019   | 1 944 000      | 9,80%  |
| Finale  | 24 ottobre 2019   | 1 554 000      | 8,20%  |
| Media   | Media             | 2 198 000      | 11,30% |